# Xhosa (folk)
Xhosa (Uttal /ˈkǁʰoːsa/ (Audio (fil)) är en folkgrupp som talar bantuspråk och som bor i sydöstra Sydafrika och på senare tid även i andra delar av landet.
Ungefär åtta miljoner xhosa bor idag i Sydafrika och språket är det näst mest talade bland de infödda språken. Zulu är det största språket och nära besläktat med xhosa. Under apartheidtiden vägrades xhosa sydafrikanskt medborgarskap och hänvisades till de två bantustan, Ciskei och Transkei, som båda låg i dagens Östra Kapprovinsen. 
Drygt fem miljoner xhosa bodde år 2003 fortfarande i Östra Kapprovinsen, och en miljon bodde i Västra Kapprovinsen främst i Kapstaden (på xhosa iKapa).
Xhosa används modernt ibland som ett samlingsnamn på flera folkgrupper, men var egentligen endast en av flera stammar.

## Stammar

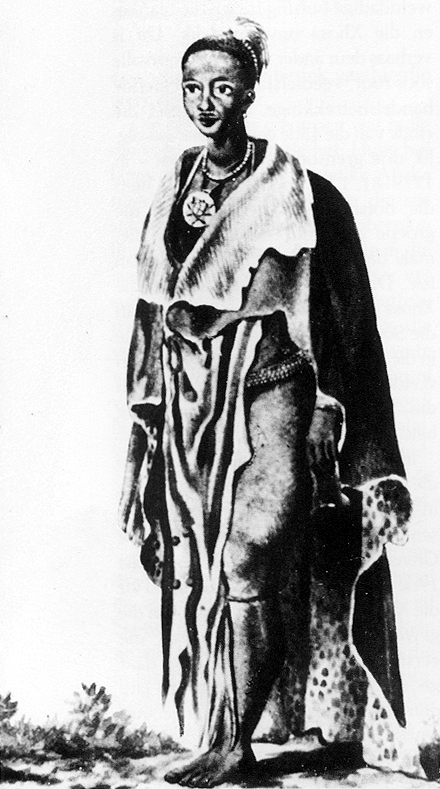
Ngqica. Kung över Rharhabe 1803.

Modersmålstalare i denna folkgrupp har aldrig varit enade i samma nation under en gemensam kung, på motsvarande sätt som till exempel zulu har, utan har alltid varit uppdelade i självständiga stammar under egen kung. De största stammarna är xhosa, bhaca, bomvana, mfengu, mpondo, mpondomise, xesibe och tembu. Stammarna är i sin tur uppdelade i klaner.
Stammarna har mycket gemensamt i historia, kultur och tradition men också olikheter. Även språket skiljer sig något åt mellan stammarna genom egna dialekter. Nuförtiden skiljer sig dialekterna mindre åt sedan standardiserad skola införts och stammarna inte längre lever så åtskilt som traditionellt.
Under 1700- och 1800-talen blev det oftast xhosa-varianten som blev nedtecknad i skriftform av missionärer och kolonisatörer. När skolsystem infördes blev det denna version av språket som lärdes även skolbarn i de andra stammarna. Kolonisatörerna kallade också ibland alla stammarna gemensamt för xhosa.
Xhosakungen Phalo delade i slutet på 1700-talet sitt kungadöme i två självständiga delar där hans söner Rharhabe och Gcaleka blev självständiga kungar. Stammen xhosa upphörde därmed som enad stam och i fortsättningen blev de två självständiga stammarna Rharhabe och Gcaleka. På motsvarande sätt delade mpondokungen Faku sitt kungadöme i Mqikela och Ndamase.
Stammen xhosa kallar sig själva amaXhosa och sitt språk isiXhosa. Namnet xhosa sägs enligt en legend komma från en stor ledare som hette uXhosa. Det finns teorier om att folkets namn på sig själva kommer från ett ord som betyder vild eller arg och amaXhosa betyda "Det vilda folket".
På motsvarande sätt kallar till exempel stammen bomvana sig själva amaBomvana och sitt språk isiBomvana.
Mfengu sägs enligt vissa källor inte anse sig själva vara samma etniska grupp som xhosa utan bara dela språket. Stammen bhaca skiljer sig mest från de övriga beträffande kultur och tradition.

## Historia
Xhosa och andra folkgrupper är invandrade från de stora sjöarna tillsammans med boskap under bantuexpansionen. Invandringen tros ha startat i liten skala för ungefär två tusen år sedan och i allt större skaror fram till 1400-talet. När holländarna anlände i mitten av 1600-talet var xhosa väletablerade tillsammans med andra stammar och bebodde större delen av sydöstra Sydafrika från Great Fish River till zulufolket söder om dagens Durban.
Xhosas första kontakter med kolonisatörer skedde i början av 1700-talet. Under nio krig mellan åren 1779 och 1879, kallat Xhosakrigen, drevs xhosa österut av brittiska arméer, samtidigt som de tvingades västerut av zulu och som andra folk tryckte på norrifrån. Somliga stammar sägs under början av 1800-talet ha tvingats i union under Shaka Zulu.
Landet mellan floderna Mtata och Mbhashe är en sträcka på ungefär fyra mil och med mittpunkten cirka femton mil nordost om East London. Landet beboddes av xhosa under kung Togu och de kom dit runt år 1686 och hade funnit detta land obebott. Runt år 1700 styrdes xhosa av Togus son, Tshiwo.
Tshivos son, Phalo, föddes 1702 samma år som hans far dog. Fram till Phalo blev kung år 1736 regerades xhosa av hans farbror Mdange och under denna tid började de söka söka efter nytt land och letade västerut ända till floden Nciba drygt sex mil bort.
Phalo växte upp öster om Mbhashe men flyttade 1740 till vad som senare blev Ciskei och var kung över Xhosa fram till sin död 1775. Därmed lämnade xhosa sitt gamla land och sin hövding Tshiwos grav i Ngcwanguba, en by som finns än idag. Togus grav tros ligga nära dagens Buntingville och även Togus fars grav tros ligga i närheten.

### Svältkatastrofen 1857 orsakad av alltför stark tro

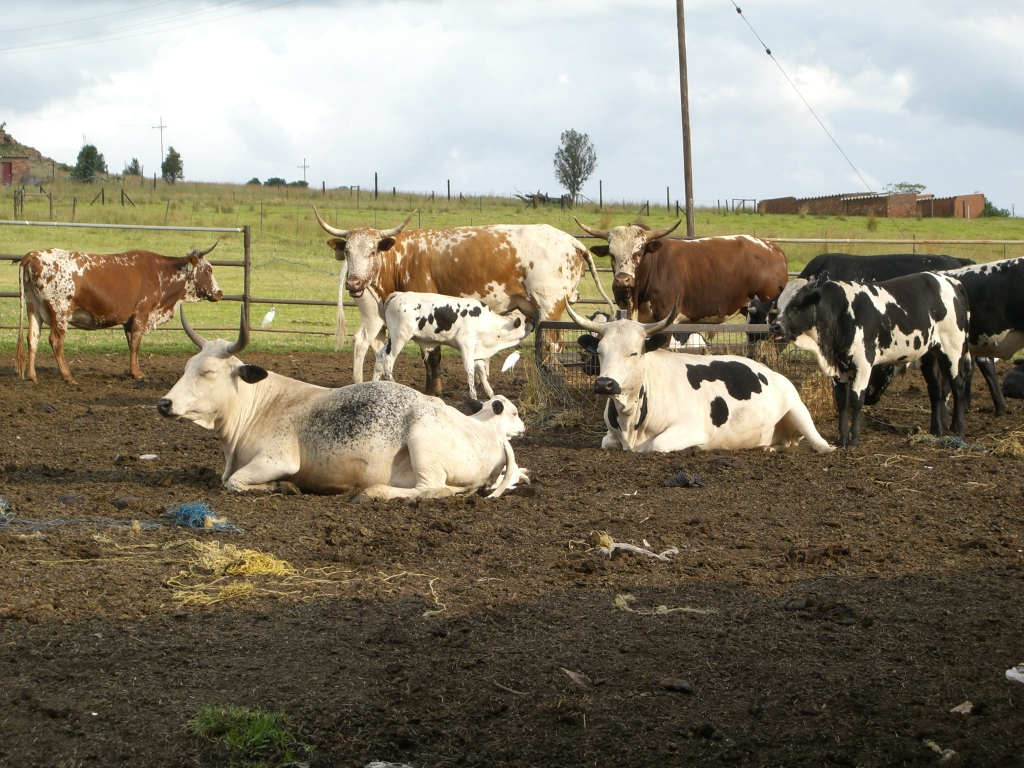
Nguni-kor 2007.

Xhosa försvagades även av en vanföreställning som gjorde att mer än 25000 människor dog av hungersnöd 1857. 
Åren strax innan hade sjukdom dödat mycket av xhosas boskap och xhosa trodde att boskapen smittats av kolonisatörerna med hjälp av magi. Två xhosaflickor gick i april 1856 ut för att skrämma iväg fåglar, en av dem hette Nongqawuse. När de kom tillbaka sa de till sin morbror att de mött tre andar som sagt att all boskap måste dö och all skörd förstöras men att sedan skulle förfäderna komma och köra iväg de vita och ersätta all boskap som dött. Morbrodern berättade för xhosas hövding vad flickan sagt. Hövdingen trodde på berättelsen och befallde att andarna skulle åtlydas.
Först beordrades xhosa att döda sina fetaste kor. Nongqawuse stod där hon sett andarna och hörde utomvärldsliga ljud som morbrodern tolkade som befallningar att döda fler och fler djur, ja till och med att alla djur måste dö och all säd eldas upp. När allt var gjort skulle på en given dag jorden öppna sig och mängder av den bästa boskap och säd klar att skördas uppenbara sig. De döda skulle återuppstå, problem och sjukdomar försvinna och alla skulle förbli unga och vackra och alla fiender med de hatade vita skulle förgås. Xhosa hörde, lydde och dödade under de nästa tio månaderna mellan 300 000 och 400 000 djur och brände all säd. 
Många trodde dock att historien om flickan var osann och att det egentligen var hövdingen själv som stod för profetian. Somliga av xhosas andra ledare menade att allt i själva verket var ett trick för att tvinga folket i krig mot de vita. Det fanns de som inte trodde vare sig på profetian eller på att ett krig kunde bli framgångsrikt men var så rädda för hövdingen att de förstörde sin sista gnutta mat. Galenskaperna gick till och med så långt att man åtlydde hövdingens befallningar att förbereda stora hagar för all boskap de skulle få och stora skinnsäckar för all mjölk som snart skulle rinna ymnigare än vatten.
Dagen enligt profetian kom den 18 februari 1857. Solen steg och sjönk men inget mirakel hände. Hövdingarna som hade planerat att skicka sina krigare hade gjort misstaget att inte kalla samman hela folket (under förevändning att de skulle få åse miraklet). När de upptäckte misstaget försökte de ändra datum för återuppståndelsen men hopplöshet och förtvivlan hade redan ersatt hopp och tro och xhosa kunde endast närma sig de vita som svårt svältande. Nongqawuse blev skräckslagen att få skulden och flydde till King Williams Town och sökte skydd hos britterna. Hon gömdes en tid på Robben Island och dog senare 1898. 
De vitas guvernör gav order om att inte hjälpa xhosa om de inte samtidigt lovade att arbeta för kolonisatörerna. I sin hungersnöd blev många xhosa kannibaler och minst ett fall där föräldrar åt sina egna barn är bekräftat.
Landet som xhosa tvingades överge övertogs av många ättlingar till tyskar som kämpat i Krimkriget och man finner nu platser som heter Berlin, Braunschweig, Frankfurt, Hamburg, Potsdam och Stutterheim i denna del av landet.
Historiker menar numera att xhosas överdrivna tro på detta mirakel beror på att så mycket boskap hade dött av sjukdom, samt att de var så splittrade och pressade från alla håll. En historiker föreslår att man kan se det som att folket gjorde uppror mot de egna ledarna, som befäste sin position med hjälp av boskap, och inte kunde hålla fienderna stången.
En utförlig beskrivning av händelsen finns i den engelska boken G. M. Theal’s History and Geography of South Africa (Tredje upplagen, London, 1878).
Somliga historiker menar att den tidiga exponeringen för avlönat arbete är den ursprungliga orsaken till den långa tradition av fackligt och politiskt ledarskap man finner hos xhosa. Xhosa är idag välrepresenterade i ledarskapet för Sydafrikas regerande politiska parti ANC.

## Kultur och religion

### Siare, druid och Amagqirha.
Xhosas traditionella kultur innehåller spåmän eller spåkvinnor som även kan liknas vid en form av druider, som kallas amagqirha. Oftast är det kvinnor som efter ett par års träning innehar posten. Medicin, trollformler och talismaner är samma sak för xhosa. Amagqirha har stora kunskaper i hur man använder örter och rötter. De vet mycket om växtgifter och motgift mot dessa och använder sin kunskap ofta.
I en Amagqirhas hydda fann man ett stort urval av rötter och torkade örter noggrant åtskilda. När utbildade experter på området undersökte ingredienserna kunde de bekräfta deras verkan. Det var omöjligt att kvinnan var i maskopi med experterna, och hon kunde utan tvekan korrekt ange vad varje ingrediens var bra för. En växt var bra mot magont, en annan kräkframkallande, en annan kunde bota giftiga stick från en insekt och så vidare.
Bland växterna fanns en som skulle tuggas under tiden man gick över en å för att förhindra att bli biten av å-anden. En annan växt skulle användas för att få fördelaktigt utslag i en rättegång och proceduren var så här: Man lade växten på glödande kol och sedan skulle man sätta sig på elden och täcka över sig och elden med sin mantel så allt blev ordentligt rökt. Under rättegången skulle man sen ha en annan växt i munnen.
Xhosa skiljer inte det minsta på hur man använder växterna i medicinskt eller annat syfte, det är precis samma sak. Traditionellt företar xhosa sig i princip ingenting utan dessa hjälpmedel.

### Muntlig tradition
Kulturen har en stark muntlig tradition med många berättelser om uråldriga hjältar, varav en berättar om uXhosa den store ledaren som gav folket dess namn och som var den första människan på jorden. Andra berättelser talar om att de alla är barn till en förfader som hette Tshave.
Nyckelperson i den muntliga traditionen är sångare som kallas imbongi (plural iimbongi) som bor nära hövdingens "stora plats" som är platsen för de flesta kulturella och politiska aktiviteter. Sångarna följer hövdingen under viktiga händelser och traditionen finns kvar än i våra dagar - sångaren Zolani Mkiva följde Nelson Mandela vid hans installation som president i Sydafrika 1994. Sångerna kallas imibongo och hyllar ledares och förfäders gärningar och äventyr.
På språket isiXhosa är det mycket svårt, om inte omöjligt, att skilja på idiom och ordspråk. Ett idiom (eller ordspråk) lyder: Ubuso bendoda ziinkomo, vilket betyder ungefär En mans skönhet är hans rikedom. Traditionellt bestod rikedom av boskap och det var därför som vackra kvinnor ibland gifte sig med fula män.

#### Sagan om Simbukumbukwana[5]
Det var en gång en man som var mycket missnöjd med sin hustru eftersom hon inte gav honom några barn. Han gick då till en vis kvinna Igqirakazi och bad henne hjälpa. Hon svarade: - Du måste först ge mig en fet kalv så jag kan använda dess fett i min medicin. Mannen gick då hem och valde ut en kalv utan horn eller svans och tog med den till den visa kvinnan. Hon sa: - Din hustru kommer att ge dig en son utan armar eller ben eftersom kalven du ger mig inte har horn eller svans. Men du får inte berätta för någon varför din son är arm- och benlös.
Mannen gick hem och berättade för sina vänner vad som skulle hända. Efter en tid födde hans hustru ett barn, men det var en flicka som var välskapt med både armar och ben. Mannen sa då att barnet inte kunde vara hans. Han slog sedan sin hustru och befallde henne att bära bort barnet och låta det förgås. Därefter återvände han till den visa kvinnan och berättade vad som hänt. Hon sa: - Det är för att du inte lydde mig och höll tyst om vad som skulle hända. Men din hustru kommer fortfarande att ge dig en son utan armar eller ben.
Så blev det också, hans fru födde ytterligare ett barn, denna gång en gosse utan armar eller ben som fick namnet Simbukumbukwana och kunde tala med en gång när han var född. Under tiden hade hans syster växt i dalen där hennes mor lämnat henne, hon bodde i ett hål i en myrstack där hon åt honung och gummi. En dag gick Simbukumbukwanas mor ut för att arbeta i trädgården och lämnade honom hemma med dörren stängd. Medan hon var borta kom systern. Hon stod ett bit bort utanför huset och frågade: - Var är alla människor?
Svaret kom inifrån: - Jag är här.
Hon frågade: - Vem är du?
Svaret kom: - Jag är Simbukumbukwana
Hon sa: - Öppna åt mig.
Han svarade: - Hur skulle jag kunna det? Jag har inga armar och inga ben.
Hon sa: - Min mammas Simbukumbukwana har armar och ben.
Då fick pojken armar och ben och gick att öppna för sin syster. Hon gick in i huset och sopade golvet. Sedan tog hon hirs, malde det och bakade bröd. Hon sa att om föräldrarna frågade vem som gjort allt detta skulle Simbukumbukwana svara att det hade han själv och om de skulle be honom göra om det skulle han säga - Det går inte för jag har redan gjort det. Sen sa hon: - Min mammas Simbukumbukwana, krymp armar och krymp ben. Då försvann hans armar och ben och systern gick sin väg. När hans föräldrar kom hem och såg det rena golvet och det nybakta brödet frågade de: - Vem har gjort detta?
Han svarade: - Jag.
De sa: - Gör det igen så vi får se.
Han svarade: - Jag har redan gjort det.
Nästa dag gick modern igen ut för att arbeta i trädgården men mannen gömde sig för att se vad som skulle hända. Efter en stund kom systern och frågade: - Var är alla människor?
Pojken svarade : - Jag är här.
Hon frågade: - Vem är du?
Svaret kom: - Jag är Simbukumbukwana
Hon sa: - Öppna åt mig.
Han svarade: - Hur skulle jag kunna det? Jag har inga armar och inga ben.
Hon sa: - Min mammas Simbukumbukwana har armar och ben.
Då fick pojken armar och ben och gick att öppna för sin syster. Hon gick in och polerade golvet och såg sen att det saknades vatten, så hon sa åt Simbukumbukwana att gå till floden och hämta lite. Simbukumbukwana tyckte det var så roligt att kunna gå så han lämnade hinken vid floden och fortsatte sedan. Systern undrade varför han var borta så länge för floden var nära, så hon gick för att leta efter honom. Hon fick se honom på en kulle långt bort och ropade till honom att komma tillbaka, men det ville han inte. Då sjöng hon: Min mammas Simbukumbukwana, krymp armar och krymp ben. ”(Simbukumbukwana sikama, tshona milenze, tshona mikono.) Då försvann hans armar och ben med en gång. Sen vände hon för att gå sin väg men då kom hennes far fram och fångade henne, kysste henne och sa att hon måste stanna med honom. När modern kom tillbaka såg hon någonting som rörde sig på kullen och gick för att se efter vad det var. När hon såg att det var Simbukumbukwana sa hon: - Hur kom du hit?
Han svarade: Jag gick själv.
Hon sa: - Låt mig se dig gå längre.
Han svarade: - Jag har redan gjort det.
Då tog hon honom på ryggen och gick hem där hon fann sin dotter och sin man som var mycket nöjd. Flickan sa: Simbukumbukwana sikama, yiba nemilenze nemikono och pojken fick armar och ben. En dag när Simbukumbukwanas syster och några andra flickor gick för att hämta röd lera följde han efter dem. När flickorna fick se honom blev de arga och systern sa: - Vad vill du här?
Han sa: - Jag skall hämta lera till min mamma.
Systern tvingade honom att sätta sig, men så snart flickorna började gå följde han efter. Då slog systern honom och lämnade honom på stigen. Då kom ett kraftigt regn men inget regn föll där Simbukumbukwana var. När regnet var över sa de andra flickorna till systern: - Låt oss gå att se efter den lille pojken. När de kom fram var han helt torr men han skrek till sin syster - Du slog mig! Då bad systern honom att förlåta henne. Sen sa pojken:
- Jag vill att min fars hus är här, och det kom med en gång. Sen sa han:
- Jag vill att min fars eld är här, och den kom med en gång. Sen sa han:
- Gå in nu, fast ni slagit mig. Här är ett hus och en eld åt er. Sen sa han:
- Jag vill att min fars boskap skall komma och de kom med en gång.
Det blev ett trevligt ställe så barnen stannade för alltid kvar.

### Långa namn
Xhosa har ofta långa namn, till exempel är sångerskan Miriam Makebas fullständiga namn: Zenzile Miriam Makeba Qgwashu Nguvama Yiketheli Nxgowa Bantana Balomzi Xa Ufun Ubajabulisa Ubaphekeli Mbiza Yotshwala Sithi Xa Saku Qgiba Ukutja Sithathe Izitsha Sizi Khabe Singama Lawu Singama Qgwashu Singama Nqamla Nqgithi (Hennes far var xhosa men inte hennes mor som var SiSwati.).

### Hur xhosa-ungdomar blir kvinnor och män

#### Män
En ritual som ibland fortfarande utövas är mandomsprovet, en hemlig rit som markerar övergången mellan gosse och man. Först innehåller riten en rituell omskärelse. Sedan lever pojken ensam i upp till sju veckor, ofta i bergen, och under tiden smetar han vit lera på kroppen och iakttar många tabun. Därefter återvänder han som en vuxen man.
Riten är i modern tid omstridd och sedan 1994 har fler än trehundra personer avlidit i komplikationer särskilt efter omskärelsen. Ofta har användandet av samma kniv inneburit att HIV, men även andra sexuellt överförbara sjukdomar, har spridits.
I sydafrikansk television visades år 2007 hur riten gick till men det stoppades efter protester eftersom riten är hemlig för gossar, flickor och kvinnor.

#### Kvinnor
På motsvarande sätt initieras flickor till att bli kvinnor, men de lever ensamma kortare tid och omskärs inte. Det finns en rit för kvinnor, då de hålls avskiljda i tio dagar efter ha fött barn. Efterbörd och navelsträng grävs ner i närheten av byn. Detta är orsaken till att xhosa traditionellt ibland hälsar med frasen Var är din navel? Svaret berättar var jag bor, vilken som är min klan, vilken min sociala status är och innehåller mängder av annan kulturell information och det viktigast av allt: var jag hör hemma.

### Religion
Enligt xhosas tradition styrs världen av en överjordisk varelse som heter uThixo eller uQamata. Xhosas förfäder är mellanhänder mellan de levande och uThixo och influerar livet för de levande och äras med ritualer. Drömmar spelar viktig roll för spådomar och kontakterna med förfäderna. Traditionell religionsutövning innehåller ritualer, upptagningsceremonier och fester medan modern typiskt gäller fysisk och psykisk hälsa.
Kristna missionärer kom till xhosa på 1820-talet och den första bibelöversättningen till xhosa gjordes i mitten av 1850-talet av en engelsk missionär. Kristendomen fick inte många anhängare bland xhosa förrän på 1900-talet, men numera finns många medlemmar av kristna kyrkor särskilt protestantiska och Zion Christian Church men även katolska. Andra kyrkor är kombinationer av kristendom och traditionell xhosareligion.

### Matkultur
Xhosa bosatte sig på bergssluttningar där det ofta finns många strömmar och åar varav två av de större är Great Fish River och floden Kei. (Namnen på de två bantustan Ciskei och Transkei betyder ungefär "på denna sida om", respektive "på andra sidan om" floden Kei.) Mycket sol och regn gör dalarna vid sidan om åarna till bördiga jordbruks- och betesmarker. Boskap är ryggraden i ekonomin. Traditionella maträtter är kött av nöt, får och get, durras, majs (med umphokoqo en torr majsgröt och umngqusho gjort på torr stampad majs och törra bönor), mjölk (ofta en filmjölk kallad amasi), pumpor, bönor och grönsaker.

### Konst, litteratur, musik och hantverk
Traditionell xhosamusik spelas på trummor, skallror, visselpipor, mungigor och stränginstrument. Xhosa sjunger gärna både solo och i grupp ofta till handklapp. Olika sånger finns för olika tillfällen, den mest kända är kanske Ongqongthwane, ("klick-sången"), som bland andra Miriam Makeba har spelat in på skiva. Missionärerna lärde xhosa att sjunga i stämmor. Nkosi Sikelel' iAfrika, som betyder Gud välsigna Afrika är en xhosahymn skriven 1897 och som numera ingår i den sydafrikanska nationalsången.
Under 1800-talet kom de första tidningarna, böckerna och teaterpjäserna på xhosa. Flera filmer har spelats in, bland annat en version av Bizets Carmen som kombinerar originalmusik med traditionell afrikansk musik och som vunnit Guldbjörnen i Berlin. 
Traditionellt xhosahantverk innefattar pärlhalsband och andra pärlarbeten, vävning och keramik.

## I modern tid

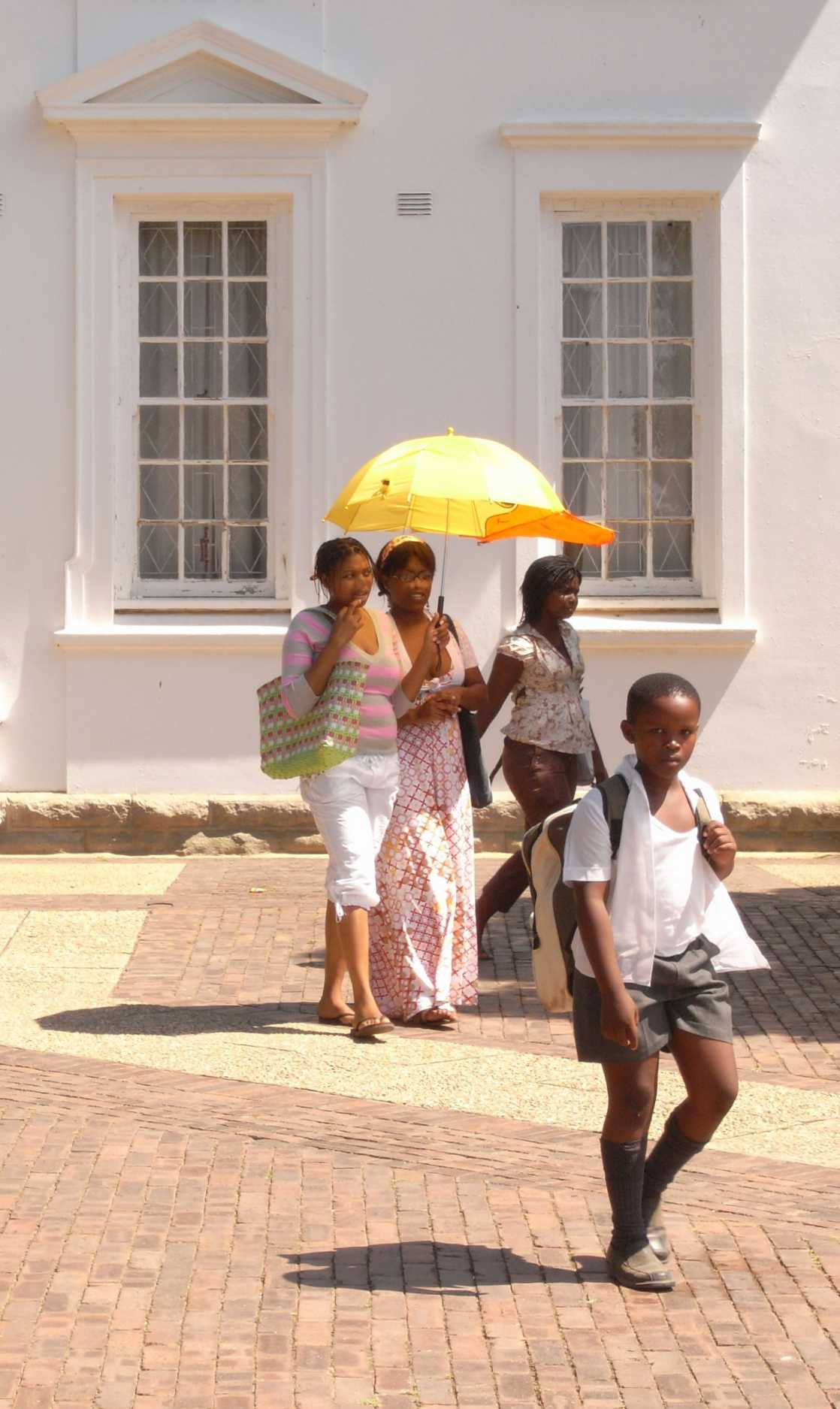
Campus vid universitetet i Fort Hare 2008.

Xhosa utgör cirka 18 % av Sydafrikas totala befolkning. Även om många framsteg har gjorts sedan avskaffandet av apartheid kvarstår ännu många spår av systemet.
Fattigdom är utbredd inom xhosa. Majoriteten av dem är bland de allra fattigaste i hela landet men en minoritet är bland de allra rikaste.
Under apartheidtiden var så många som 70 % analfabeter. 1996 bedömdes att ungefär hälften av vuxna människor med xhosa som modersmål fortfarande inte kunde läsa och skriva, och analfabetismen sjunker stadigt sedan dess. Det finns numera universitet där xhosa är i majoritet bland studenterna. I grundskolan sker undervisningen på xhosa, men högre upp i årskurserna byts språket till engelska, men man läser fortfarande modersmål och man kan ta examen på universitetsnivå på xhosa.
Numera kan xhosa som bor i glesbygd flytta till de större städerna för att söka arbete om de vill. Under apartheid var det endast tillåtet för dem att arbeta i gruvor som "invandrare".

## Kända xhosa (som samlingsbegrepp)
- Steve Biko, apartheidmotståndare.
- Brenda Fassie, popsångerska.
- Miriam Makeba, sångerska.
- Winnie Madikizela-Mandela, politiker.
- Nelson Mandela, politiker. Sydafrikas förste demokratiskt valde president.
- Govan Mbeki, politiker.
- Thabo Mbeki, politiker. Sydafrikas andre demokratiskt valde president.
- Victoria Mxenge, apartheidmotståndare.
- Walter Sisulu, apartheidmotståndare och medlem av ANC.
- Robert Sobukwe, politisk dissident under apartheid.
- Oliver Tambo, politiker. Ledare för ANC innan Nelson Mandela.
- Desmond Tutu, ärkebiskop. Nobels fredspristagare 1984.

## Galleri

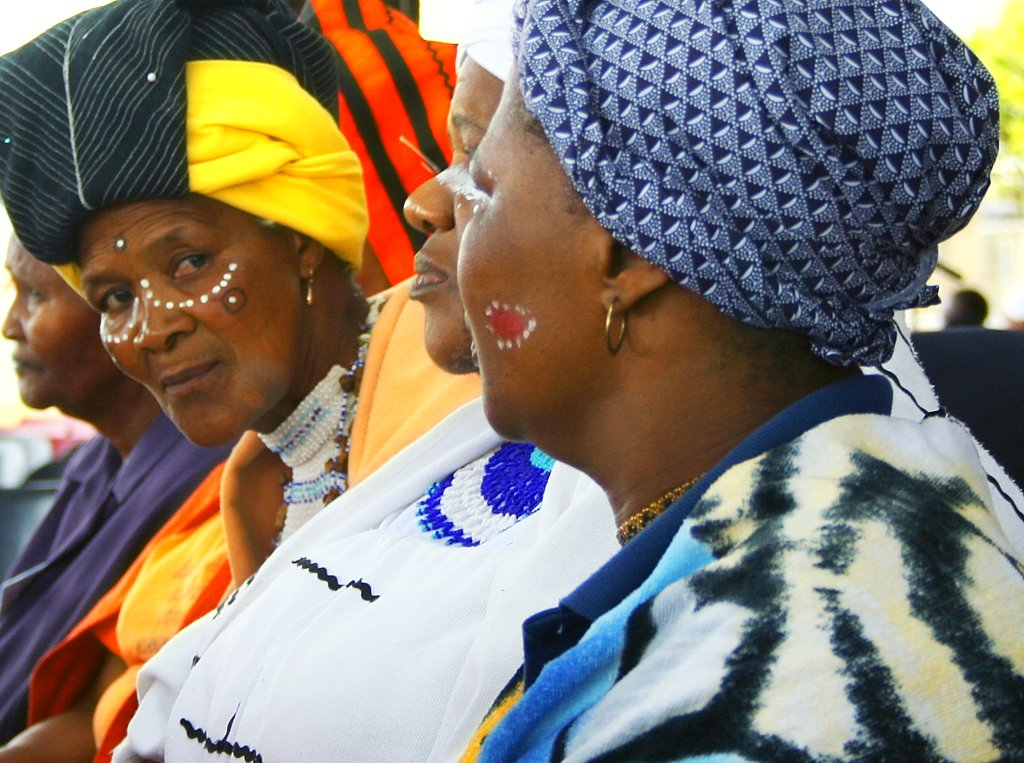
Xhosa-kvinnor traditionellt klädda.
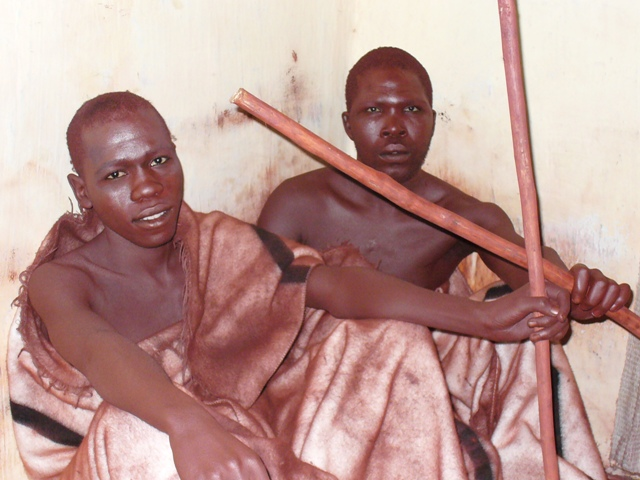
Xhosa-män under mandomsprov 2006.
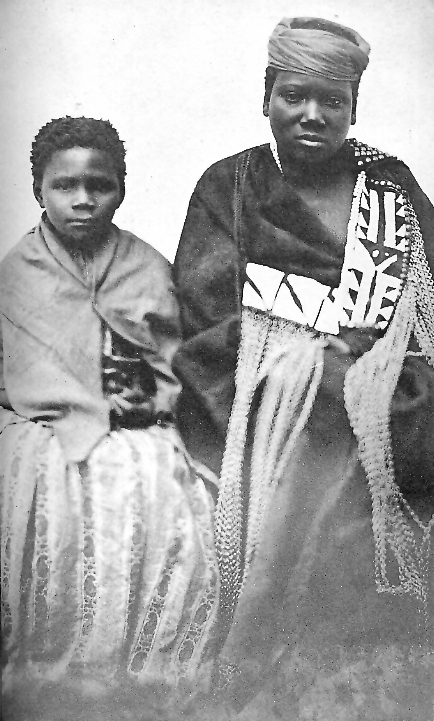
Flickan Nongqawuse och Nonkosi.
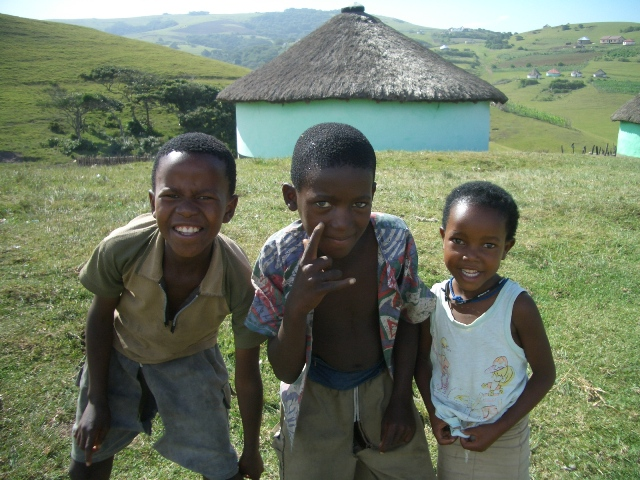
Xhosa-barn 2004.
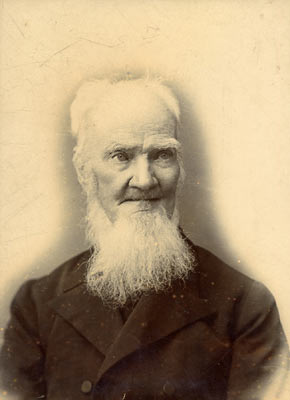
Henry Hare Dugmore gjorde den första bibelöversättningen till Xhosa i mitten på 1850-talet.